# Nationaal park Whanganui
Het in 1986 gestichte Nationaal park Whanganui (Engels: Whanganui National Park) ligt op het Noordereiland van Nieuw-Zeeland. Loofbos rond de rivier Whanganui vormt het hart van het park.